# Liste der deutschen Familienminister
Familienminister sind Mitglieder des Bundeskabinetts, die sich um die Belange der Familien kümmern. Zu den Aufgabenfeldern gehört beispielsweise die Vereinbarkeit von Familie und Beruf.
Dieses recht junge Ministeramt bekleideten 21 Politiker seit seiner Gründung 1953, davon 18 Frauen. Das Familienministerium ist also eines der wenigen Bundesministerien, das vorrangig von weiblichen Politikern geleitet wurde. Erste weibliche Amtsinhaberin war Aenne Brauksiepe von 1968 bis 1969.

## Bundesminister für Familie und Jugend (1953–1969)

Wappen der Bundesrepublik

| Name                   | Amtszeit (Beginn) | Amtszeit (Ende)   | Partei |
| ---------------------- | ----------------- | ----------------- | ------ |
| Franz-Josef Wuermeling | 20. Oktober 1953  | 13. Dezember 1962 | CDU    |
| Bruno Heck             | 14. Dezember 1962 | 2. Oktober 1968   | CDU    |
| Aenne Brauksiepe       | 16. Oktober 1968  | 21. Oktober 1969  | CDU    |

## Bundesminister für Jugend, Familie und Gesundheit (1969–1990)
| Name            | Amtszeit (Beginn)  | Amtszeit (Ende)    | Partei |
| --------------- | ------------------ | ------------------ | ------ |
| Käte Strobel    | 22. Oktober 1969   | 15. Dezember 1972  | SPD    |
| Katharina Focke | 15. Dezember 1972  | 14. Dezember 1976  | SPD    |
| Antje Huber     | 16. Dezember 1976  | 28. April 1982     | SPD    |
| Anke Fuchs      | 28. April 1982     | 1. Oktober 1982    | SPD    |
| Heiner Geißler  | 4. Oktober 1982    | 26. September 1985 | CDU    |
| Rita Süssmuth   | 26. September 1985 | 9. Dezember 1988   | CDU    |
| Ursula Lehr     | 9. Dezember 1988   | 18. Januar 1991    | CDU    |

## Bundesministerin für Familie und Senioren (1991–1994)
| Name             | Amtszeit (Beginn) | Amtszeit (Ende)   | Partei |
| ---------------- | ----------------- | ----------------- | ------ |
| Hannelore Rönsch | 18. Januar 1991   | 17. November 1994 | CDU    |

## Bundesministerin für Frauen und Jugend (1991–1994)
| Name          | Amtszeit (Beginn) | Amtszeit (Ende)   | Partei |
| ------------- | ----------------- | ----------------- | ------ |
| Angela Merkel | 18. Januar 1991   | 17. November 1994 | CDU    |

## Bundesministerin für Familie, Senioren, Frauen und Jugend (1994–2025)
| Name                 | Amtszeit (Beginn) | Amtszeit (Ende)   | Partei |
| -------------------- | ----------------- | ----------------- | ------ |
| Claudia Nolte        | 17. November 1994 | 26. Oktober 1998  | CDU    |
| Christine Bergmann   | 27. Oktober 1998  | 22. Oktober 2002  | SPD    |
| Renate Schmidt       | 22. Oktober 2002  | 22. November 2005 | SPD    |
| Ursula von der Leyen | 22. November 2005 | 30. November 2009 | CDU    |
| Kristina Schröder    | 30. November 2009 | 17. Dezember 2013 | CDU    |
| Manuela Schwesig     | 17. Dezember 2013 | 2. Juni 2017      | SPD    |
| Katarina Barley      | 2. Juni 2017      | 14. März 2018     | SPD    |
| Franziska Giffey     | 14. März 2018     | 20. Mai 2021      | SPD    |
| Christine Lambrecht  | 20. Mai 2021      | 8. Dezember 2021  | SPD    |
| Anne Spiegel         | 8. Dezember 2021  | 25. April 2022    | Grüne  |
| Lisa Paus            | 25. April 2022    | 6. Mai 2025       | Grüne  |

## Bundesministerin für Bildung, Familie, Senioren, Frauen und Jugend (seit 2025)
| Name        | Amtszeit (Beginn) | Amtszeit (Ende) | Partei |
| ----------- | ----------------- | --------------- | ------ |
| Karin Prien | 6. Mai 2025       | amtierend       | CDU    |